# Zosēnu pagasts
Zosēnu pagasts er en territorial enhed i Jaunpiebalgas novads i Letland. Pagasten etableredes i 1945, havde 481 indbyggere i 2010 og 403 indbyggere i 2016 og omfatter et areal på 67,40 kvadratkilometer. Hovedbyen i pagasten er Melnbārži.